# Ipsea speciosa
Ipsea speciosa är en orkidéart som beskrevs av John Lindley. Ipsea speciosa ingår i släktet Ipsea och familjen orkidéer. Inga underarter finns listade i Catalogue of Life.